# Stefan Henze
Stefan Henze (Halle, 3 de mayo de 1981 – Río de Janeiro, Brasil, 15 de agosto de 2016) fue un deportista alemán que compitió en piragüismo en la modalidad de eslalon. Su padre, Jürgen Henze, también fue piragüista en eslalon, así como su hermano Frank.
Participó en los Juegos Olímpicos de Atenas 2004, obteniendo una medalla de plata en la prueba de C2 individual. Ganó 7 medallas en el Campeonato Mundial de Piragüismo en Eslalon entre los años 2003 y 2009, y 3 medallas en el Campeonato Europeo de Piragüismo en Eslalon entre los años 2005 y 2011.
Falleció en un hospital de Brasil al no poder recuperarse de las lesiones sufridas en un accidente de tránsito durante el desarrollo de los Juegos Olímpicos de Río de Janeiro 2016.

## Palmarés internacional
| Juegos Olímpicos   | Juegos Olímpicos        | Juegos Olímpicos  | Juegos Olímpicos |
| Año                | Lugar                   | Medalla           | Competición      |
| ------------------ | ----------------------- | ----------------- | ---------------- |
| 2004               | Atenas (Grecia)         | Medalla de plata  | C2 individual    |
| Campeonato Mundial |                         |                   |                  |
| Año                | Lugar                   | Medalla           | Competición      |
| 2003               | Augsburgo (Alemania)    | Medalla de oro    | C2 individual    |
| 2003               | Augsburgo (Alemania)    | Medalla de plata  | C2 por equipos   |
| 2005               | Penrith (Australia)     | Medalla de oro    | C2 por equipos   |
| 2005               | Penrith (Australia)     | Medalla de bronce | C2 individual    |
| 2006               | Praga (República Checa) | Medalla de plata  | C2 individual    |
| 2006               | Praga (República Checa) | Medalla de plata  | C2 por equipos   |
| 2009               | Seo de Urgel (España)   | Medalla de plata  | C2 por equipos   |
| Campeonato Europeo |                         |                   |                  |
| Año                | Lugar                   | Medalla           | Competición      |
| 2005               | Tacen (Eslovenia)       | Medalla de plata  | C2 por equipos   |
| 2008               | Cracovia (Polonia)      | Medalla de oro    | C2 por equipos   |
| 2011               | Seo de Urgel (España)   | Medalla de plata  | C2 por equipos   |